# Município de Harrison (condado de Preble, Ohio)
O município de Harrison (em inglês: Harrison Township) é um município localizado no condado de Preble no estado estadounidense de Ohio. No ano de 2010 tinha uma população de 4.594 habitantes e uma densidade populacional de 49,52 pessoas por km².

## Geografia
O município de Harrison encontra-se localizado nas coordenadas 39° 52′ 38″ N, 84° 32′ 04″ O. Segundo o Departamento do Censo dos Estados Unidos, o município tem uma superfície total de 92.76 km², da qual 92,51 km² correspondem a terra firme e (0,27 %) 0,25 km² é água.

## Demografia
Segundo o censo de 2010, tinha 4.594 pessoas residindo no município de Harrison. A densidade populacional era de 49,52 hab./km².